# Мартін Сільва
Марті́н Андре́с Сі́льва Ле́йтес (ісп. Martín Andrés Silva Leites, нар. 25 березня 1983, Монтевідео) — уругвайський футболіст, воротар клубу «Лібертад» та національної збірної Уругваю. У складі збірної — володар Кубка Америки.

## Клубна кар'єра
Мартін Сільва почав кар'єру 1999 року в клубі «Дефенсор Спортінг», проте в основному складі за цю команду дебютував лише 2002 року. До того він виступав за молодіжний склад та одночасно пройшов через всі юнацькі та молодіжні збірні Уругваю.
Закріпився в основі клубу 2006 року. Разом з клубом Мартін Сільва неодноразово брав участь у міжнародних турнірах, в тому числі доходив до 1/4 фіналу Кубка Лібертадорес в 2007 році. Тоді лише в серії післяматчевих пенальті «фіолетові» поступилися майбутньому фіналісту бразильському «Греміо». У другій половині року «Дефенсор Спортінг» дійшов до 1/4 фіналу Південноамериканського кубка, і не вийшов у півфінал у протистоянні з аргентинським «Рівер Плейт» лише внаслідок меншого числа гостьових голів.
2008 року Мартін Сільва допоміг своїй команді утретє в історії стати чемпіоном Уругваю. Вже тоді проявилися лідерські якості воротаря, багатьма фахівцями він став розглядатися як найперспективніший воротар уругвайської першості.
До 2011 року Мартін Сільва був капітаном свого клубу «Дефенсор Спортінг», за який він виступав на той момент всю свою професійну кар'єру. Мартін Сільва був надзвичайно популярним у середовищі вболівальників «Дефенсор Спортінга». У середині 2011 року, під час Кубка Америки, було оголошено про перехід Мартіна в асунсьонську «Олімпію». У перший же сезон допоміг «Олімпії» повернути чемпіонський титул у Парагваї, який команда не могла виграти впродовж 11 років — з 2000 року. 2013 року допоміг своїй команді дійти до фіналу Кубка Лібертадорес, де лише в серії пенальті поступилися «Атлетіко Мінейро». Загалом відіграв за команду з Асунсьйона 64 матчі в національному чемпіонаті.
У грудні 2013 року став гравцем бразильського «Васко да Гама». З командою двічі ставав чемпіоном штату Ріо-де-Жанейро. Станом на 15 червня 2018 року відіграв за команду з Ріо-де-Жанейро 106 матчів в національному чемпіонаті.

## Виступи за збірну
2009 року тренер збірною Уругваю Оскар Табарес вперше викликав Мартіна до збірної. Його дебют за національну команду відбувся в товариському матчі проти збірної Алжиру. Сільва провів весь матч, а Уругвай поступився з мінімальним рахунком 0:1. Надалі викликався до складу збірної, проте на поле не виходив. Разом зі своєї збірною посів четверте місце на чемпіонаті світу 2010 року у ПАР і в 2011 року в Аргентині став володарем Кубка Америки як третій воротар, не провівши жодного матчу.
2013 року знову як третій голкіпер взяв участь у розіграші Кубка конфедерацій у Бразилії. На цьому турнірі, через чотири роки після дебюту у збірній, Мартін провів другий матч за збірну — проти збірної Таїті (8:0). Суперник був вкрай низького класу і Сільва вступав у гру лише кілька разів, зберігши свої ворота в недоторканності.
Згодом у складі збірної брав участь у двох чемпіонатах світу (2014 та 2018) та двох Кубках Америки (2015 та 2016), але знову жодної гри за збірну не провів, виступаючи здебільшого у товариських іграх.

## Титули і досягнення

### Клубні
- Переможець Лігільї (1): 2005/06
- Чемпіон Уругваю (1): 2008
- Чемпіон Парагваю (6): 2011А, 2021А, 2022А, 2023А, 2023К, 2024А
- Чемпіон штату Ріо-де-Жанейро (2): 2015, 2016
- Володар Кубка Парагваю (3): 2019, 2023, 2024
- Володар Суперкубка Парагваю (1): 2024

### Збірна
- Володар Кубка Америки (1): 2011
- Півфіналіст чемпіонату світу (1): 2010

### Індивідуальні
- У символічній збірній чемпіонату штату Ріо-де-Жанейро (2): 2016[4] 2017[5]